# モイセイ・ウリツキー

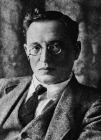
モイセイ・ウリツキー

モイセイ・ソロモノヴィチ・ウリツキー（ロシア語:Моисей Соломонович Урицкий、1873年1月2日（グレゴリオ暦1月14日） - 1918年8月30日）は、ソ連共産党の活動家。ペトログラード・チェーカー議長。ユダヤ人。労農赤軍情報局（GRUの前身）長セミョーン・ウリツキーは甥に当たる。

## 概要
ウクライナのチェルカースィで、商人の家庭に生まれる。幼少の時に父を亡くし、母の影響でタルムードを習った。姉の影響でロシア文学に興味を持ち、中学校に入った。中学校では、革命サークルに入り、ユダヤ人虐殺に反対する自警団に加わった。
1893年、キエフ大学法学部に入り、ロシア社会民主労働党キエフ支部の指導者の1人となった。1897年、大学卒業後、軍に入隊したが、数日後には社会民主党員として逮捕された。
ロシア社会民主労働党第2回大会後、メンシェヴィキに属した。1905年、ペテルブルクとクラスノヤルスクで革命活動を行ったが、間もなく逮捕された。1906年、国外に追放され、ドイツとデンマークで暮らし、ゲオルギー・プレハーノフの個人秘書となった。1912年、ウィーンでの会議で、ロシア社会民主労働党組織委員会委員に選出された。
第一次世界大戦勃発と共に、国際主義の立場を取り、出版分野でレフ・トロツキーと協力した。1917年の二月革命後、ペトログラードに戻り、地区連合派（межрайонцы）の指導者の1人となった。同時に、第6回大会でボリシェヴィキ党に入党し、中央委員会委員となった。
蜂起指導センター軍事革命党党員として、ペトログラード軍事革命委員会に入り、十月革命に参加した。左派共産主義者の観点からブレスト和平条約の締結に反対したが、党規に従わざるを得なかった。
1918年3月、ペトログラード・チェーカー議長となり、赤色テロを実行した。同年8月30日、友人の士官をペトログラード・チェーカーに処刑されたことに憤激した士官候補生で詩人のレオニード・カンネギセル(Leonid Kannegiser)により暗殺。同日にはレーニンが社会革命党員ファニヤ・カプラン(en:Fanni Kaplan)に銃撃されて重傷を負っている。ウリツキーの暗殺後、赤色テロはますます強化された。暗殺犯のカンネギセルは同年10月に処刑されている。
ウリツキーの終焉の地となったペトログラードの冬宮広場は、死後の1918年から1944年まで「ウリツキー広場」と呼ばれていた。